# Preston (Minnesota)
Preston es una ciudad ubicada en el condado de Fillmore en el estado estadounidense de Minnesota. En el Censo de 2010 tenía una población de 1325 habitantes y una densidad poblacional de 209,15 personas por km².

## Geografía
Preston se encuentra ubicada en las coordenadas 43°40′20″N 92°4′57″O / 43.67222, -92.08250. Según la Oficina del Censo de los Estados Unidos, Preston tiene una superficie total de 6.34 km², de la cual 6.34 km² corresponden a tierra firme y 0 km² es agua.

## Demografía
Según el censo de 2010, había 1325 personas residiendo en Preston. La densidad de población era de 209,15 hab/km². De los 1325 habitantes, Preston estaba compuesto en un 98.34% por blancos, en un 0.23% por afroamericanos, en un 0.15% por amerindios, en un 0.23% por asiáticos, el 0% eran isleños del Pacífico, el 0% eran de otras razas y el 1.06% pertenecían a dos o más razas. Del total de la población el 0.6% eran hispanos o latinos de cualquier raza.